# Pamunkey
La Nació Pamunkey és una de les onze tribus reconegudes estatalment d'amerindis de Virgínia per la Commonwealth de Virgínia. La tribu històrica formava part de la Confederació Powhatan, formada per tribus de parla algonquina. El cacicat powhatan estava format per unes 30 tribus i amb una població estimada d'unes 10.000-15.000 persones quan els anglesos hi arribaren en 1607. La tribu pamunkey sumava aproximadament una desena o una quinzena part del total, ja que eren prop de 1.000 persones en 1607.
Quan els anglesos va arribar, els pamunkey eren un dels grups més poderosos del cacicat Powhatan. Habitaven la marea costanera de Virgínia al costat nord del riu James prop Badia de Chesapeake.
Els pamunkey són una de les dues tribus que encara conserven les terres de reserva assignats pels tractats de 1646 i 1677 amb el govern colonial anglès. La reserva índia Pamunkey es troba en algunes de les seves terres ancestrals al riu Pamunkey adjacents a l'actual Comtat de King William (Virgínia). La reserva mattaponi, l'altra única a l'estat, és a prop del riu Mattaponi. La tribu pamunkey s'ha adaptat amb èxit a través dels segles. En l'any 2015 la nació Pamunkey va ser reconeguda federalment.

## Mode de vida

### Subsistència i la relació amb la terra
La forma tradicional de vida pamunkey era de subsistència. Vivien a través d'una combinació de pesca, recol·lecció, caça i l'agricultura. Aquest últim va ser desenvolupat a la fi del Període Silvícola, més o menys 900 CE - 1600 CE. Els pobles utilitzaven el riu Pamunkey com a principal mode de transport i font d'aliment. El riu també proporcionava accés als vedats de caça. L'accés al riu era crucial, perquè els pobles pamunkey no sempre tenien assentaments permanents. A causa que els pamunkey no feien servir fertilitzants traslladaven els seus camps i llars aproximadament cada deu anys per fer guaret i permetre que la terra es recuperi pels cultius.
El pamunkey, i totes les tribus de Virgínia, tenia una relació íntima i equilibrada amb els animals, les plantes, i la geografia de la seva terra natal. Igual que d'altres tribus natives, tenien tècniques, com ara crema prescrita, per netejar la terra per al cultiu o la caça. La terra pertanyia al grup en el seu conjunt. El cap i el consell podien destinar una parcel·la de terreny lliure per a un cap de família per tota la vida.
Els diferents conceptes de propietat i ús de la terra i dels animals de granja van provocar alguns conflictes entre les tribus i els colons anglesos a Virgínia. Per a les tribus natives, la terra era "propietat" només en la mesura que es conrea; després d'això, estava disponible per al seu ús "públic". Els anglesos, en canvi, tenien lleis sobre la propietat privada i es creu que la terra era d'ells tan aviat com la tribu va vendre a ells. Com a resultat, quan els anglesos van permetre terres en guaret, els nadius americans van assumir que eren lliures d'utilitzar per a la caça i la recol·lecció.
Molts anglesos van considerar ambdues com a invasions en la seva propietat privada.

### Llars
Les llars pamunkey, anomenades yihakans (o yehakins), eren llargues i estretes; van ser descrits com "cases comunals" pels colons anglesos. Eren estructures fetes d'arbres joves que eren doblegades i juntades en la part superior per fer una forma de barril. Els indis cobrien els arbres joves amb estores teixides o escorça. L'historiador del segle xvii William Strachey pensava que l'escorça era més difícil d'adquirir, ja que es va adonar que només les famílies de major estatus posseïen cases cobertes d'escorça. A l'estiu, augmentava la calor i la humitat, les catifes poden ser enrotllades o remogudes per permetre una major circulació d'aire.
Dins de la casa, construïen dos somiers al llarg d'ambues parets. Estaven fetes de pals clavats a terra, sobre un peu d'altura o més, amb petits pals units. El marc era d'uns quatre metres d'ample, sobre el qual es posen canyes. Es posaven una o més estores a la part superior del de llit; més estores o pells servien com mantes i una estoreta enrotllada a manera de coixí. La roba de llit s'enrotllava i es guardava durant el dia per deixar espai disponible per a altres funcions.

### Govern
La pràctica de la successió matrilineal pamunkey també va crear certa confusió per als anglesos, que, finalment, pel Tractat de Middle Plantation de 1677 reconegueren la reina Pamunkey. Igual que en altres tribus de la confederació Powhatan, els pamunkey també tenien un weroance (cap) i un consell tribal compost per set membres, elegits cada quatre anys. El cap i el consell executaven totes les funcions governamentals tribals segons el que establien les seves lleis. Per a les eleccions tradicionals utilitzaven una cistella, així com pèsols i grans de blat de moro en el mateix nombre que els votants. Els membres votaven primer al cap, després votaven als set membres del consell. Per a cada candidat, un gra de blat de moro significava aprovació i un pèsol un vot "no", o si no hi havia més que dos candidats, cadascun podria ser indicat per un tipus de llavor.
El mateix estudi de 18967 va assenyalar que les lleis tribals tractaven, però no es limitaven, al control d'ús de la terra, el robatori, i la lluita (trencant la pau). En lloc d'utilitzar el càstig corporal, l'empresonament o càstig, qualsevol persona que violava una llei tribal era multada o desterrada. Com que el pamunkey els molestava que en el passat, els estrangers escollissin algunes lleis per ridiculitzar-los, actualment no es permet als forasters veure les lleis tribals.
Lleis tribals regeixen tots els afers civils. En matèria penal, les autoritats externes respecten l'autoritat tribal, de manera que un xèrif han de rebre el permís del cap per aplicar una ordre judicial. La tribu no té una força policial o presó. La majoria dels membres de la tribu obeeixen les lleis tribals per respecte al cap i al consell. La tribu desencoratja els atacs verbals contra els membres. Com explica el cap Brown, compten amb lleis de difamació estrictes perquè, "Som com una subdivisió de 400 anys. Si no ens portem bé probablement ens hauríem matat els uns als altres molt abans d'ara."
El cap va seguir pagant el tribut anual al Governador de Virgínia. Aquest consta de cacera, en general un cérvol, i ceràmica o una "pipa de la pau". Els pamunkey han estat pagant un tribut des del tractat de 1646. Fer aquest pagament anual no sempre ha estat fàcil. El cap Milles recordava un any, que va ser particularment difícil, "no vam poder trobar res, sense cérvols ni galls dindis, no res. El meu pare era cap de llavors, i sabíem que havíem de tenir alguna cosa per presentar al governador. Així que ens vam anar a una granja de galls dindi, vam comprar un gall dindi viu, el vam portar a la reserva i el vam matar. D'aquesta manera hem estat capaços de complir amb els termes del tractat. Després de tot, va ser mort a la reserva." Pel que se sap, no han deixat de fer cap pagament en 331 anys.

## Història
Sobre la base d'evidències arqueològiques, els estudiosos estimen que diverses cultures diferents d'amerindis van ocupar aquesta part de la costa del mig Atlàntic fa més de 10.000 anys abans de contacte europeu. Les evidències ha estat recollides pels arqueòlegs, antropòlegs i historiadors. Algunes cultures indígenes vivien a les àrees més tard ocupades perls pamunkey històrics.
Els pamunkey formen part de la família de les llengües algonquines. Aquesta es compon d'una sèrie de tribus que parlaven variants de la mateixa llengua,majoritàriament perduda. Pel 1607 més de 30 tribus eren tributàries de la Confederació Powhatan algonquina, de la qual els pamunkey era la més gran. Van ser una de les tribus més poderoses. Powhatan i la seva filla Matoaka (Pocahontas), que es va fer històricament famosa, eren nadius pamunkey. Ella es casà amb un home de la tribu Patawomeck anomenat Kocoum tres anys abans que el capità Samuel Argall la segrestés com a ostatge en un intent d'assegurar-se l'alliberament d'alguns presoners anglesos i municions en poder del seu pare.

### Contacte europeu
El contacte inicial amb els europeus es produí al voltant de 1570. "I a partir de [1570] a intervals cada vegada més breus fins que es va establir la primera colònia permanent anglesa a Jamestown en 1607, la Confederació Powhatan va ser visitada per homes blancs: espanyols, francesos i anglesos"(Barbour, 5). Els estudiosos estimen que quan els anglesos van arribar el 1607, aquest cacicat suprem aplegava entre 14.000 i 21.000 persones.
Els colons del primer assentament anglès reeixit, amb seu a Jamestown, tenien una relació complicada amb els indis de Virgínia. En l'hivern de 1607, Opechancanough, cap de la tribu pamunkey, capturà el capità John Smith. Smith va ser portat al cap suprem, el cap Powhatan. Aquesta primera trobada entre Powhatan i Smith va donar lloc a una aliança entre les dues persones. Powhatan va enviar Smith de nou a Jamestown en la primavera de 1608 i va començar a enviar regals de menjar als colons. Si no hagués estat per les donacions de Powhatan, els colons no haurien sobreviscut els primers hiverns. A mesura que l'assentament es va expandir, la competència per la terra i altres recursos, els conflictes entre els colons i les tribus de Virgínia van augmentar.

#### Impressions originals angleses
La història de Pocahontas (Matoaka) conta un tros d'història pamunkey, però des d'una perspectiva anglesa. L'estudi de documents primaris a partir de l'arribada anglesa mostren que el contacte inicial es va caracteritzar per la incomprensió cultural mútua. Els colons van retratar les tribus de Virgínia pels contrastos. Tenien respecte a Powhatan, però caracteritzen els altres nadius americans per termes com "diables nus", mostrant la por. La por i l'apreciació dels nadius americans es va acoblar amb desconfiança i malestar. Els informes dels primers anys de George Percy expressa aquesta dualitat: "Va agradar a Déu, després d'un temps, enviar a les persones que eren els nostres enemics mortals per alleujar-nos amb vitualles, com pa, peix, blat de moro i carn en gran abundància, que va ser fonsfs sls nostres homes febles, en cas contrari, hauriem mort tots." P
Els anglesos desconfiaven de la majoria de les tribus, però van prendre nota que els pamunkey no robaven. "La seva costum és prendre qualsevol cosa que puguin aprofitar; només el poble de pamunkey no hem trobat robant, però els altres poden robar, el seu rei ho rep."
El germà matern de Powhatan i posterior successor, Opechancanough, va organitzar atacs en 1622 i 1644 com a venjança per la invasió de terres powhatan pels anglesos. La primera, coneguda com la massacre índia de 1622, destruí assentaments com ara Henricus i Wolstenholme Towne, i gairebé exterminà la colònia. Jamestown es va salvar de l'atac de 1622 a causa d'una advertència. Durant cada atac van ser assassinats uns 350-400 colons. El 1622 la població era de 1.200; i en 1644, de 8.000 abans dels atacs. Capturat en 1646, Opechancanough va ser assassinat per un guàrdia anglès, en contra de les ordres. La seva mort va contribuir a la declivi del cacicat Powhatan.
En 1646 es va signar el primer tractat entre el successor d'Opechancanough, Necotowance, i els anglesos. El tractat va establir els límits entre les terres reservades per a les tribus de Virgínia i aquelles que eren considerades de propietat anglesa, reserves i pagament d'un tribut anual de pesca i caça (als anglesos). Aquests límits no podien ser creuats llevat que fos en comissió de servei i unes plaques havien de ser usades per a il·lustrar el punt.
La colònia de Virgínia va continuar creixent i usurpant terres powhatan, pel que els era impossible per a ells mantenir les pràctiques tradicionals. Molts pamunkey es van veure obligats a treballar per l'anglès o van ser esclavitzats. A mesura que l'assentament colonial va créixer, també ho va fer colons amb la seva resistència als atacs dels nadius americans.

### Rebel·lió de Bacon
La rebel·lió de Bacon, que va començar el 1675, es va traduir en atacs a diverses tribus que eren lleials als anglesos. La rebel·lió va ser un esforç conjunt dels antics servents blancs i negres. Va ser liderada per Nathaniel Bacon en contra del governador Sir William Berkeley. La causa de la rebel·lió va ser la negativa de Berkeley d'acudir en ajuda dels colons sotmesos a freqüents incursions i assassinats pels nadius. Bacon i altres colons, antics servents, van ser víctimes de les incursions de les tribus locals de Virgínia. El supervisor de Bacon va ser assassinat per assaltants indis.
Cockacoeske (weroansqua dels pamunkey), que va succeir al seu marit després que va morir lluitant pels anglesos, era un aliat de Berkeley contra Bacon. Era coneguda pels anglesos com "la reina pamunkey". És coneguda per haver signat els Estatuts de la Pau (Tractat de Middle Plantation) després que va acabar la rebel·lió de Bacon. Com a resultat del tractat, ella va guanyar autoritat sobre les tribus rappahannock i chickahominy, que no havien estat anteriorment sota la direcció suprema dels pamunkey. La finalització del tractat va marcar el començament d'una època de pau entre les tribus de Virgínia i els anglesos. Aquest tractat va ser signat per més líders tribals que el de 1646. Va reforçar els pagaments anuals de tribut i va afegir les tribus Siouan i iroquesos com a tributaris del govern colonial. Es van establir més terres de reserva per a les tribus, però el tractat requeria als líders amerindis de Virgínia reconèixer que ells i els seus pobles eren subjectes del rei d'Anglaterra.

## Els indis pamunkey avui
Actualment hi ha uns 200 membres de la tribu, la majoria dels quals viuen a temps parcial en llur reserva de 1.200 acres (4,9 km²).
Els pamunkey han estat capaços de sobreviure per la seva capacitat d'adaptació com a tribu. Resistir la pressió per abandonar les seves terres de la reserva ha ajudat a mantenir les formes tradicionals. Els homes utilitzen alguns dels vells mètodes de pesca, part del patrimoni tradicional de la tribu. També segueixen la caça i el parany en terres de la reserva.
El 1918 la tribu va construir un viver d'aloses per assegurar la continuació d'una important font d'aliment. Quan capturen aloses les prenen i col·loquen en una galleda els ous de les femelles. L'esperma dels mascles es posa a la mateixa galleda. En els tancs de retenció creixen i esclaten els ous fertilitzats. Una vegada que créixen els nous peixos, en general després de 21 dies, es buiden de nou al riu. El cap Miles estima es van llançar al riu més de set milions d'alevins el 1998 i probablement triplicaren aquesta quantitat el 1999.

### Terrissa
La tradició de terrissa pamunkey es remunta a abans que els anglesos es van establir a Jamestown. Han estat utilitzant argila de les ribes del riu Pamunkey des de temps prehistòrics. Molts segueixen utilitzant el mètode tradicional. Per a això, deixen que l'argila se sequi després trencar-la en trossos més petits. Aquestes peces se submergeixen en aigua fins a aconseguir la consistència de crema. L'argila es cola per eliminar pedres o runa. L'aigua es drena i es pressiona cap endavant fins que l'argila és com una massa. A continuació ja es podrà convertit en testos. La terrissa tradicional pels avantpassats pamunkey del Període Silvícola es va enfortir amb petxines triturades o cremades, esteatita aixafada, pedres de riu, o sorra de quars.
En 1932, durant la Gran Depressió, l'estat de Virgínia va ajudar els pamunkey desenvolupar la seva ceràmica com a font d'ingressos. L'estat va establir un programa per a una Escola de Ceràmica i els va proporcionar un professor. L'Estat proporcionà materials per a la construcció de moblat, però la tribu els construí ells mateixos. Els membres de la tribu van aprendre mètodes per augmentar la velocitat de fabricació. Van incorporar la ceràmica cuita en un forn i l'ús d'esmalts en les seves tècniques. Van aprendre a utilitzar motlles de compressió per a produir còpies d'olles ràpidament. De la combustió del forn produeixen ceràmica acabada de tons marrons més uniforme que els tons grisos de les tècniques de la ceràmica tradicional.
Els terrissaires pamunkey van aprendre a pintar i esmaltar olles. El mestre els va ensenyar dissenys i pictografies sobre la base de les tradicions ameríndies conegudes i populars del sud-oest. Dues pictografies representen històries importants de la tribu: la història del capità John Smith i Pocahontas i la història del tractat que va establir els pagaments de cacera. Després que el professor va deixar l'escola, alguns membres van tornar a les tècniques de la ceràmica tradicional.
Avui els pamunkey utilitzen tècniques tant tradicionals com noves per crear les seves peces. Per diferenciar-los, els testos fets de forma tradicional s'anomenen blackware. El Museu Amerindi Pamunkey té una varietat d'atuells, així com vídeos i exhibicions que expliquen les diferències en els mètodes de construcció, tipus de temperament, i les tècniques de decoració.
Els pamunkey asseguraren llur Pamunkey Indian Tribe Museum, construït en 1979, semblant al tradicional yehakin. Situat a la reserva, el museu ofereix als visitants una idea de la història i la cultura de la tribu. S'inclouen artefactes de més de 10.000 anys d'assentament indígena, rèpliques de materials prehistòrics, i històries. L'Institut Smithsonian recentment seleccionà el pamunkey com una de les 24 tribus per ser presentades al Museu Nacional de l'Indi Americà (NMAI) a Washington, DC.